# Knud Viktor
Pour les articles homonymes, voir Viktor.
Knud Viktor  est un artiste plasticien sonore danois, vidéaste et compositeur d’art sonore, né à Copenhague le 25 novembre 1924 et décédé le 10 juin 2013.

## Biographie
Né en 1924 à Copenhague, Knud Viktor s’est installé dans le Midi pour faire de la lithographie et peindre la lumière qui avait fasciné Van Gogh. « Pris par le son » en 1962, il est devenu peintre sonore pour faire du Luberon la substance vibratoire de son œuvre, utilisant les concrétions de bruits comme des couleurs. À l'écart des développements de la musique concrète, il va chercher ses « concerts de bruits » dans la nature. Il est parfois considéré comme un pionnier du field recording, un des précurseurs de l’écologie sonore.
Venu du Danemark, Knud Viktor a vécu et travaillé pendant près de 50 ans dans une ancienne bergerie du Luberon, près des Gorges de Régalon, sur la commune de Cheval-Blanc (Vaucluse). La nature sauvage qui l'entourait devient son studio phonographique et photographique à ciel ouvert avec l’arrivée des premiers magnétophones portables, depuis la première minicassette (Philips, 1963) au Nagra deux pistes (1971), il n'aura de cesse de bricoler et d'inventer des instruments audio pour enregistrer et filmer l’imperceptible (la vie des insectes, le rêve du lapin au fond de son terrier, l'activité des frelons logés dans un plafond de sa maison), l'infinitésimal (l'action obstinée de l'érosion, les mouvements des vers dans le fruit, la croissance des asperges), l’éphémère (le cycle des saisons, la mue de la cigale) et aussi l'incommensurable (les eaux de la Durance, les échos de la montagne). Ce sont des études d’entomologie poétique et de géologie imaginaire qu’il mène avec une ingéniosité technique et une persévérance hors du commun. Knud Viktor est un praticien de l’art sonore, un genre d'art contemporain qui est par nature interdisciplinaire quand il utilise les supports audio, les sons trouvés et les sons environnementaux.
En 1963, Knud Viktor a l’initiative d’une série intitulée « Image sonore », qui précède le « paysage sonore » de Luc Ferrari. Les expérimentations de Knud Viktor font de lui un précurseur de l’actuelle phonographie, l'écriture des sons. Il se définissait comme « peintre sonore », tout comme Yann Paranthoën se définira comme « tailleur de sons ». Son travail connaît une première diffusion par le label L’Oiseau Musicien, avec deux vinyles 33 tr. pressés en 1972. Le célèbre ornithologue et collectionneur de chants d’oiseaux Jean-Claude Roché fera une notice. Mentionnons un CD en édition pirate dont la circulation répond aux attentes d’un public spécialisé. Knud Viktor doit sa renommée, dans les années 70 et 80, à son passage dans des festivals (vidéo, musique contemporaine) et aussi à la radio — singulièrement France Culture et France Musique — grâce à la vigilance de Louis Dandrel et à Laure Adler.
Composée dans les années soixante-dix, la Symphonie du Luberon, est considérée par certains comme son chef-d’œuvre. La notion de symphonie n'implique pas une structure musicale, Knud Viktor ne compose pas de la musique mais des « objets d'écoute », la différence étant plus épistémologique qu'esthétique, comme certains spécialistes s'emploient à le démontrer.
En 1989, la Ville de Melle (Deux-Sèvres) lui a commandé deux installations, les seules à ce jour toujours audibles : « Éclats d’argent » et « Allo la Terre ». La première est présentée dans une ancienne mine d’argent, un des grands sites géologiques visitables d’Europe — les Mines d’Argent des Rois Francs : un parcours sonore pérenne sur 320 m dans les galeries de la Mine qui restitue l’éclatement de la roche par le feu, le ruissellement de l’eau, etc. Pour cette création le maire de l’époque Jean Bellot et Knud Viktor ont reçu pour la Ville de Melle le Grand Prix de l’Innovation Touristique. La seconde s’écoute dans trois cabines téléphoniques alimentées par l’énergie solaire, en décrochant le combiné, on communique avec des rythmes de vie en pleine activité : un lapin qui rêve, ronfle et soupire ; le chant d’amour des mouches de vinaigrier ; deux escargots qui mastiquent leur salade.
Ce fut la seule commande publique, pourtant l’œuvre de Knud Viktor jouit d'une aura importante, elle est maintenant reconnue par les praticiens de l'art sonore comme une démarche pionnière. Les premiers temps, elle paraissant trop radicale car elle tourne le dos à l'idée de composition musicale. L’œuvre de Knud Viktor, qui préconisait plutôt la recomposition, est devenue une évidence pour tous les artistes qui s'intéressent au sonore dans sa globalité. De nouveaux créateurs : Johannes Sistermans, Andréas Bick, Gilles Aubry, etc., font la preuve que l'art sonore est un  nouveau courant de l'art contemporain.
En 2009 le Musée Réattu d’Arles lui a consacré une exposition dans laquelle sa Symphonie du Luberon a été présentée conjointement avec 10 sons de la terre. Un catalogue d’exposition a été publié avec des extraits sonores, un extrait de Image 10  clôt la série inaugurée en 1963.
En 2012, l’exposition Horizonic, conçue en Islande, dédiée aux artistes sonores du Nord, dont Knud Viktor, a été  accueillie par l'École des Beaux-Arts de Caen pour circuler en France.
Le Musée Gassendi à Digne-les-Bains (Alpes de Haute-Provence) possède aussi trois de ses cabines.
Il est renversé par une voiture le 10 juin 2013 dans une rue de Copenhague, où il était retourné vivre en 2010. Sa disparition se faisant aussi discrète que le personnage.

## Œuvres

### Installations
- « Éclats d’argent » ancienne mine d’argent des rois franc à Melle dans les Deux-Sèvres. La scénographie consiste en la diffusion d'une bande sonore  de Knud Viktor, qui recrée l'atmosphère de la mine (Prix  « Innovation 89 »).
- « Allo la Terre », trois cabines téléphoniques alimentées par l’énergie solaire, Melle (Deux-Sèvres)
- Trois cabines d’écoute, Musée Gassendi, à Digne-les-Bains (Alpes de Haute-Provence)
- « La Chambre d'images », images d'insectes projetées sur 4 écrans géants, 1- Centre Culturel de Cavaillon (en marge du Festival d'Avignon, 1978) ; 2- Musée Gassendi, Digne-les-bains, 2010.
- Installation par Knud Viktor en 2009 dans La  Chambre d'écoute, dispositif créé en 2007 par Marc Jaquin au Musée Réattu d'Arles.
- Création de l'univers sonore de l'exposition « Le Jardin planétaire » (avec Gilles Clément et Raymond Sarti), Grande Halle de la Villette, Paris, 1999-2000.

### Discographie
- 1972 - « Images », L’Oiseau Musicien, vinyl. 1- Image 2, 2- Jeu 1. (KV01)
- 1972 - « Ambiances », L’Oiseau Musicien, vinyl (KV02)
- 2009 - Chambre d’écho, par Michèle Moutashar, (dir.) catalogue d’exposition avec CD, extrait de « Image 10 » (33 min), précédé d'un entretien de l'artiste avec Marc Jacquin, Musée Réattu d’Arles.

### Courts-métrages et vidéographies
- 1969 - Aquarelle & Les Bulles, courts-métrages. Prix Label Français pour le court-métrage, Paris.
- 1988 - Voiles d'Araignées, vidéo projection en forme de chambres d'images, Centre Culturel de Cavaillon, Vaucluse

## Documentation

### Documentaires radio sur Knud Viktor
- 1974 - Michel Bichebois, « Le monde insolite de Knud Viktor », 26 min.
- 1982 - Jean-Loup Graton, « Photographie/phonographie», 30 min, INA.
- 1993 - Il participe à la série de Nuits magnétiques « "est midi »"produite par Catherine Soullard et diffusée sur France-Culture les 6 et 7 avril.
- 2013 - Thomas Baumgartner, « Retour à la bergerie, hommage à Knud Viktor », France Culture, « L’Atelier du son », 59 min. Écouter.
- 2013 - Thierry Genicot, sur un texte original de Jacques Dapoz, « Knud Viktor, jusqu'à la plus haute note jaune », in « Par Ouï-Dire », production de Pascale Tison, Bruxelles, RTBF 1 Radio, « La Première » (chaîne publique francophone de Belgique). Écouter

### Documentaires vidéo sur Knud Viktor
- 1979 -  Le Chantre du Luberon, France 3, filmée à Cheval-Blanc, IN
- 1995 - Le sculpteur de son.

## Citations
« Dans une pomme, il y a un ver qui gratte, et on entend le jus de la pomme et on a l’impression que le ver se régale . »